# La Bella Otero
La Bella Otero (La Belle Otero), anche nota come Carolina Otero, pseudonimo di Agustina Carolina del Carmen Otero Iglesias (Valga, 4 novembre 1868 – Nizza, 10 aprile 1965), è stata una ballerina, attrice e cortigiana spagnola.

## Biografia

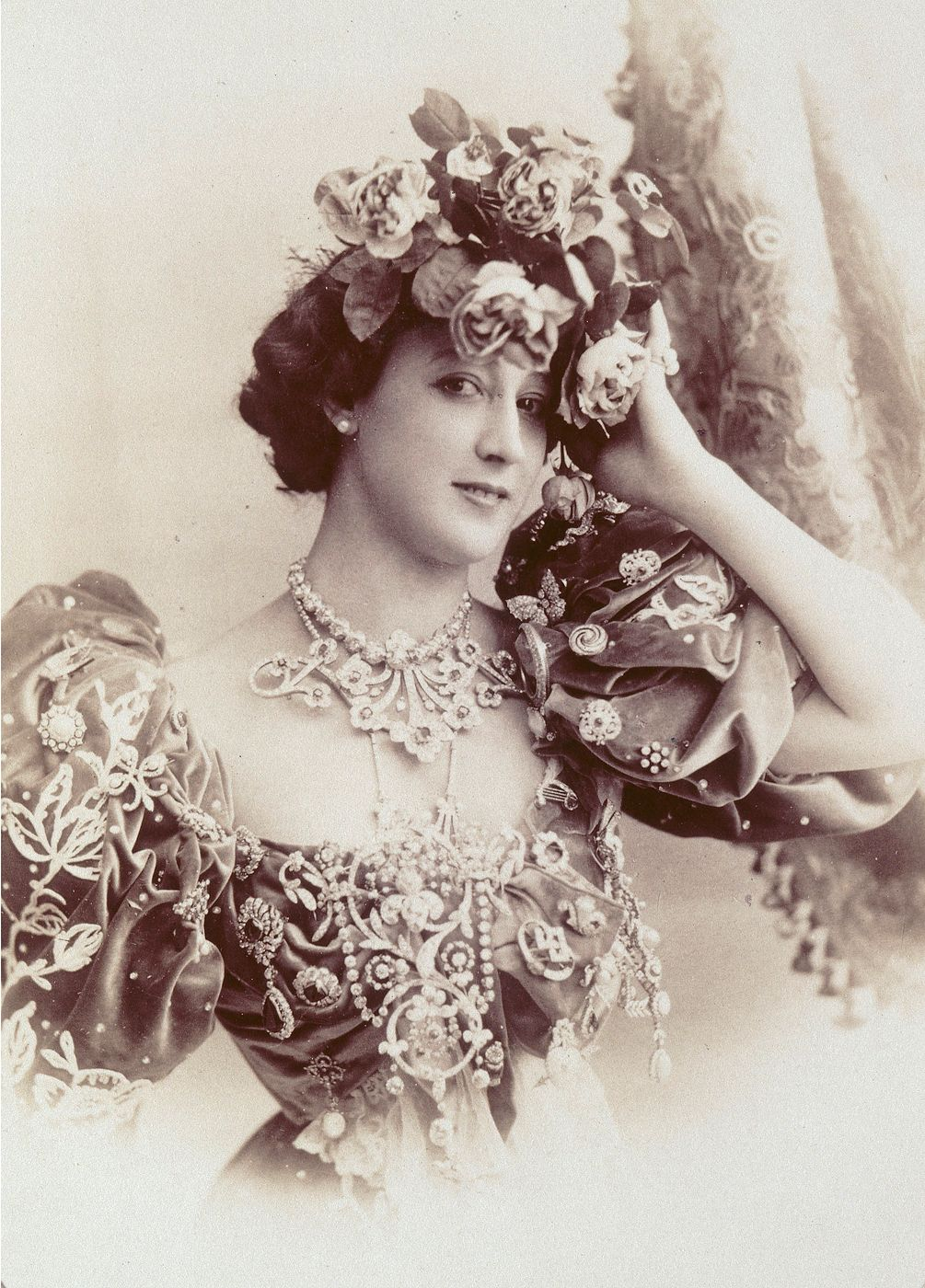
La Bella Otero attorno al 1890

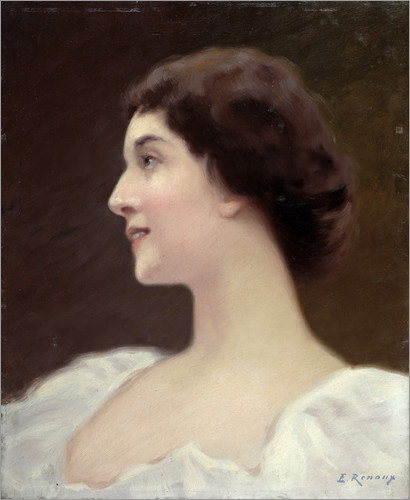
La Bella Otero in un ritratto di Jules Ernest Renoux

Carolina Otero nacque in una famiglia povera e di modesta condizione sociale a Valga, in provincia di Pontevedra in Galizia, ma si trasferì ancora bambina, assieme ai familiari, a Santiago di Compostela dove cominciò a lavorare come domestica. Subì - a quanto rivelò in seguito - uno stupro all'età di 10 anni che la rese sterile, e a quattordici anni se ne andò di casa assieme al suo ragazzo e compagno di danza, Paco, per lavorare come cantante e ballerina a Lisbona.
Esordì nel cabaret nel 1888 a Barcellona, trasferendosi subito dopo in Francia, dapprima a Marsiglia, e poi a Parigi dove divenne una stella delle Folies Bergère. In pochi anni diventò una delle donne più celebri dell'intero continente, la ricercata etera e amante di molti uomini potenti e in vista dell'epoca, come il principe Alberto I di Monaco, il re Edoardo VII del Regno Unito, i reali di Serbia e di Spagna, i granduchi di Russia, Pietro e Nicola Nikolaevič, o il celebre scrittore Gabriele D'Annunzio.
Nel 1890 fu protagonista di una trionfale tournée negli Stati Uniti e, di ritorno a Parigi due anni dopo era ormai la star indiscussa dei palcoscenici; si presentava in scena con abiti sontuosi e gioielli che ne esaltavano le forme a sostegno della sua fama di donna conturbante e fatale. Uno dei suoi più celebri costumi di scena prevedeva che le fossero incollate delle gemme preziose sul seno, e si disse anche che le cupole dell'Hotel Carlton di Cannes, costruito nel 1912, fossero state modellate sulla forma del suo seno.

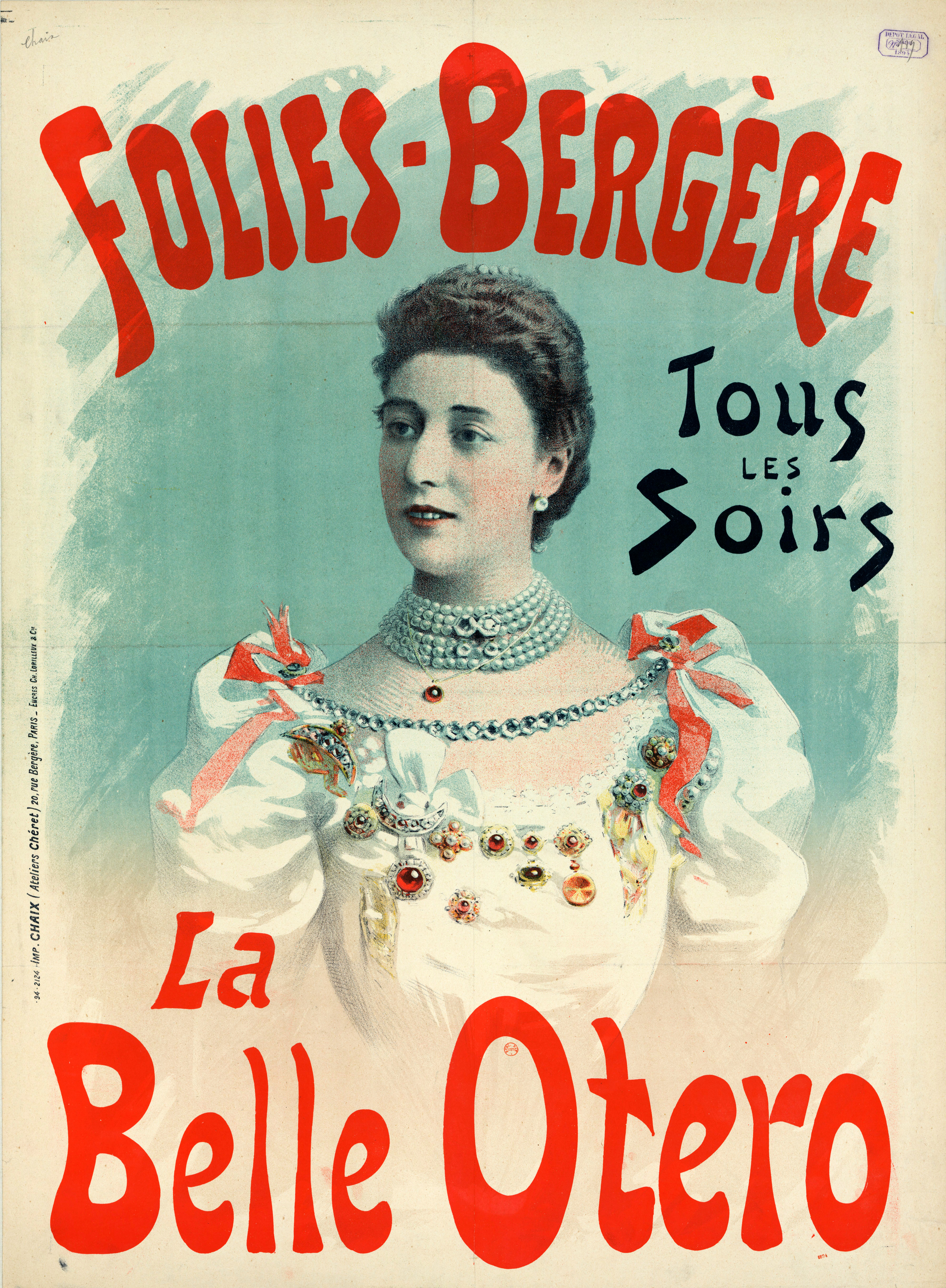
La Belle Otero. La locandina del Folies Bergère, 1894

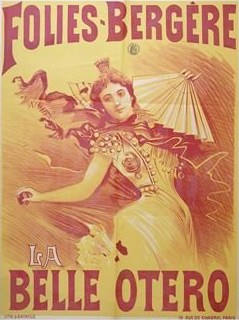
La Belle Otero. La locandina delle Folies Bergère, 1896

Nell'agosto 1898, a San Pietroburgo, l'operatore cinematografico francese Félix Mesguich (che lavorava per la compagnia dei Fratelli Lumière) filmò uno spezzone di un minuto che mostrava un numero di danza della Otero (sulle note del "Valse Brillante"), facendo di lei probabilmente «la prima stella della storia del cinema». Nel filmato compariva anche un ufficiale dell'esercito zarista, e quando venne proiettato al music-hall Aquarium, lo scandalo fu tale che Mesguich venne espulso dalla Russia. Divenne molto amica della scrittrice Colette e della celebre ballerina della Belle Époque Liane de Pougy, con la quale entrò in rivalità.
Terminata la prima guerra mondiale, la Otero si ritirò dalle scene, acquistò una proprietà con una sontuosa abitazione per una cifra equivalente a circa 15 milioni di dollari. L'attrice aveva accumulato negli anni, infatti, una cospicua fortuna che ammontava a circa 25 milioni di dollari, ma che consumò negli anni per sostenere uno stile di vita sofisticato e costoso. Morì in uno stato di estrema povertà - sostenuta da una pensione della Société des Bains de Mer monegasca - a Nizza, in Francia, nel 1965 all'età di 96 anni. La Bella Otero è raffigurata nel Casinò di Monte Carlo, in un quadro della Sala Bianca.

## Influenze culturali

### Cinema e televisione
- La bella Otero (La belle Otero, 1954), film di Richard Pottier con protagonista l'attrice messicana María Félix.
- La bella Otero (1984), miniserie televisiva di José María Sánchez con protagonista Ángela Molina.
- La bella Otero - La regina della belle époque (2007), miniserie televisiva di Jordi Frades.

### Letteratura
- Il romanzo francese La passion de Carolina Otero (2001) di Ramón Chao è una biografia romanzata della Otero.

### Libri pubblicati
- Les Souvenirs et la Vie Intime de la Belle Otero (1926).[4] ISBN 9782402042819